# Paul Fallot
Paul Fallot (* 25. Juni 1889 in Straßburg; † 21. Oktober 1960 in Paris) war ein französischer Geologe und Paläontologe.

## Leben
Fallot war der Sohn eines Industriellen, der sich in Lausanne niederließ. Ab 1908 studierte er Geologie bei Maurice Lugeon in Lausanne (wo damals auch Émile Argand Doktorand war), in Grenoble bei Wilfrid Kilian (1862–1925) und 1910/11 bei Émile Haug an der Sorbonne. Seine erste Veröffentlichung erfolgte 1910 (über pyritisierte Ammoniten der Balearen). Er begann 1912 mit ausführlichen Feldstudien auf den Balearen.
1914 meldete er sich freiwillig im Ersten Weltkrieg zum Militärdienst und stieg vom Soldaten 2. Klasse zum Leutnant auf, zuletzt im Generalstab der 162. Infanteriedivision und des 3. Korps. Für seine Tapferkeit wurde er mehrmals ausgezeichnet.
1922 wurde er an der Sorbonne bei Haug promoviert. In seiner Dissertation zeigte er, dass die Betische Kordillere sich über Mallorca nach Süd-Sardinien und Sizilien fortsetzt. 1923 wurde er als Nachfolger von René Nicklès (1859–1917) Professor für Angewandte Geologie an der Universität Nancy und befasst sich dort auch mit der regionalen Geologie und Kartierung im französischen Jura. Ab 1938 war er Professor am Collège de France.
Er befasste sich insbesondere mit Geologie, Stratigraphie und Paläontologie des westlichen Mittelmeers und Spaniens, insbesondere der Balearen. Später wandte er sich auch der Geologie der Alpen zu, in den 1950er Jahren der Tektonik der Ostalpen. Von ihm stammen über 300 Veröffentlichungen. Er beschäftigte sich auch mit Ingenieurgeologie und militärischer Geologie.

## Ehrungen
Militärisch:
- Croix de guerre
- Chevalier de la Légion d’Honneur

Auszeichnungen:
- 1952 Leopold-von-Buch-Plakette

Ehrendoktorwürde:
- 1938 Universität Lausanne
- 1956 Universität Zürich
- 1958 Universität Granada

Ehrenmitglied:
- 1947 Geological Society of London
- 1959 Österreichische Geologische Gesellschaft

Mitglied:
- 1954 Geological Society of America
- 1954 Königliche Akademie der Wissenschaften von Belgien
- 1959 Accademia dei Lincei
- 1960 Königlich Niederländische Akademie der Wissenschaften
- Académie des sciences

Nach ihm benannt:
- Fallotaspis, eine Gattung der Trilobitenfamilie Fallotaspididae
- Fallotaspididae, eine der fünf Familien innerhalb der Trilobitenüberfamilie der Fallotaspidoidea
- Fallotaspidoidea, eine der beiden Überfamilien aus der Trilobitenunterordnung Olenellina

## Schriften (Auswahl)
- Étude géologique de la sierra de Majorque, Paris und Lüttich 1922
- La géologie et les mines de la France d’outre-mer, 1932
- Géologie de la Méditerranée occidentale, mehrere Bände, Paris und Lüttich 1931–1937
- Sur la géologie de l’île d’Ibiza (Baléares)
- Essai sur la géologie du Rif septentrional, Rabbat 1937
- Les progrès de la géologie en Espagne depuis cent ans
- El sistema cretácico en las cordilleras Béticas, Madrid 1944
- Estudios geológicos en la zona subbética entre Alicante y el Río Guadiana Menor, 1945